# Kulturbruket på Dal
Kulturbruket på Dal är ett kulturcenter i Mellerud, invigt år 2002.
Kulturbruket på Dal rymmer en kulturscen för musik och scenkonst med mera, SparbankSalongen, samt utställnings- och musiksalar. Byggnaden fungerar som ett kulturcenter för hela Dalsland och för Västra Götalandsregionens lokala gästspelsservice och är sammanbyggd med Melleruds Kulturskola, Dahlstiernska gymnasiet och Rådaskolan. SparbankSalongen har 243 fasta platser.
Kulturbruket är ett självförvaltningsorgan under Melleruds kommun. Det besöks av bland andra Riksteatern, GöteborgsOperan, Vara Konserthus med sina teateruppsättningar, konserter och dansföreställningar.